# Radio Nacional de Guinea Ecuatorial
Radio Nacional de Guinea Ecuatorial (RNGE) és l'organisme de radiodifusió nacional de Guinea Equatorial, país de l'oest africà que emet en castellà i llengües locals. Radio Nacional de Guinea Equatorial té la seu a la capital, Malabo a l'illa de Bioko, en el nord i part insular del país. És un organisme manejat per l'estat ecuatoguineà, que juntament amb Televisión Guinea Equatorial (TVGE) forma part del sistema de mitjans públics d'aquest país.
Fins a 1968, pertanyia a Ràdio Nacional d'Espanya, sent la Delegació de RNE a l'antiga província espanyola.